# Pous de glaç de l'Avencó
Els pous de glaç de l'Avencó són tres pous de gel de Tagamanent (Vallès Oriental). Formen part de l'Inventari del Patrimoni Arquitectònic de Catalunya.

## Història
Els pous de gel es construïren i obtingueren la seva major rendibilitat en el decurs dels segles XVII, XVIII i part del XIX quan la fabricació i comercialització del gel representava una bona font d'ingressos. No obstant, durant la primera meitat del segle XX alguns pous continuaren funcionant, malgrat que l'aparició del gel artificial amb l'arribada de l'electricitat i els transports moderns fessin desaparèixer aquest tipus d'indústria. Els últims pous en funcionament únicament usaven el gel per al consum propi.
Les condicions necessàries per a la construcció d'un pou de glaç, són la proximitat a les vies de comunicació. Amb llocs de consum no gaire allunyats i la seva instal·lació en llocs de fortes glaçades i bones aigües. El gel es recollia a l'hivern a les basses o rieres properes al pou. Es tallava en blocs i s'emmagatzemava per capes cobertes de palla, vegetació i gel trossejat dins les poues fins que a l'estiu, segons la demanda, s'anava extraient i transportant dins de sàrries també cobertes de palla i boll.

## Pou 1
Són construccions cilíndriques fetes de pedra seca. A la cara sud sobresurten uns 2,5 metres de la construcció, mentre que la resta és subterrània (excepte la cara nord, on s'observen uns 7 metres d'alçada de paret). Actualment, en la part superior, hi ha dues fileres de totxos que aguanten la coberta feta de bigues de formigó que surten pels costats. A 1 metre per sota la teulada, hi ha una obertura d'1,80 x 1,20 metres orientada a l'oest i a la part inferior de la cara nord n'hi ha una altra de maó i amb una porta de ferro. Antigament, la teulada era de teules i abans, segurament, es tractava d'una cúpula semiesfèrica de pedra seca.

## Pou 2
Construcció cilíndrica semisubterrània feta de pedra seca i coberta per una cúpula semiesfèrica. El seu diàmetre és de 8,40 metres i la seva alçada és de 20 metres, dels quals 2,75 pertanyen a la cúpula. Actualment està totalment coberta de vegetació fins al punt de no poder veure cap obertura ni cap altre tipus d'estructura. L'únic que es pot veure és el mur de contenció que l'envolta per la cara nord, tocant al camí i on recentment s'ha construït un cobert adossat. Originàriament, a la cúpula hi havia dues obertures, una on s'hi instal·lava el torn amb un cobert de 2 x 4,20 metres i l'altre on s'hi recolzava l'escala lligada a un arbre per on hi accedien els homes.

## Pou 3
Construcció cilíndrica semisubterrània feta de pedra seca i coberta de vegetació i només es pot veure 1 metre de circumferència del cim de la cúpula cobert de ciment, el mur de contenció que la rodeja per la cara nord tocant al camí i 3 contraforts adossats a aquest. A la banda sud-oest s'hi observa una obertura d'1 d'amplada amb 1 pilar de 70 cm de gruix adossat a cada banda, on s'hi recolzava el torn per baixar i pujar els blocs de gel. Les seves dimensions aproximades, deuen ser de 10 metres de diàmetre per 10 metres (o més) de fondària.